# Caprese

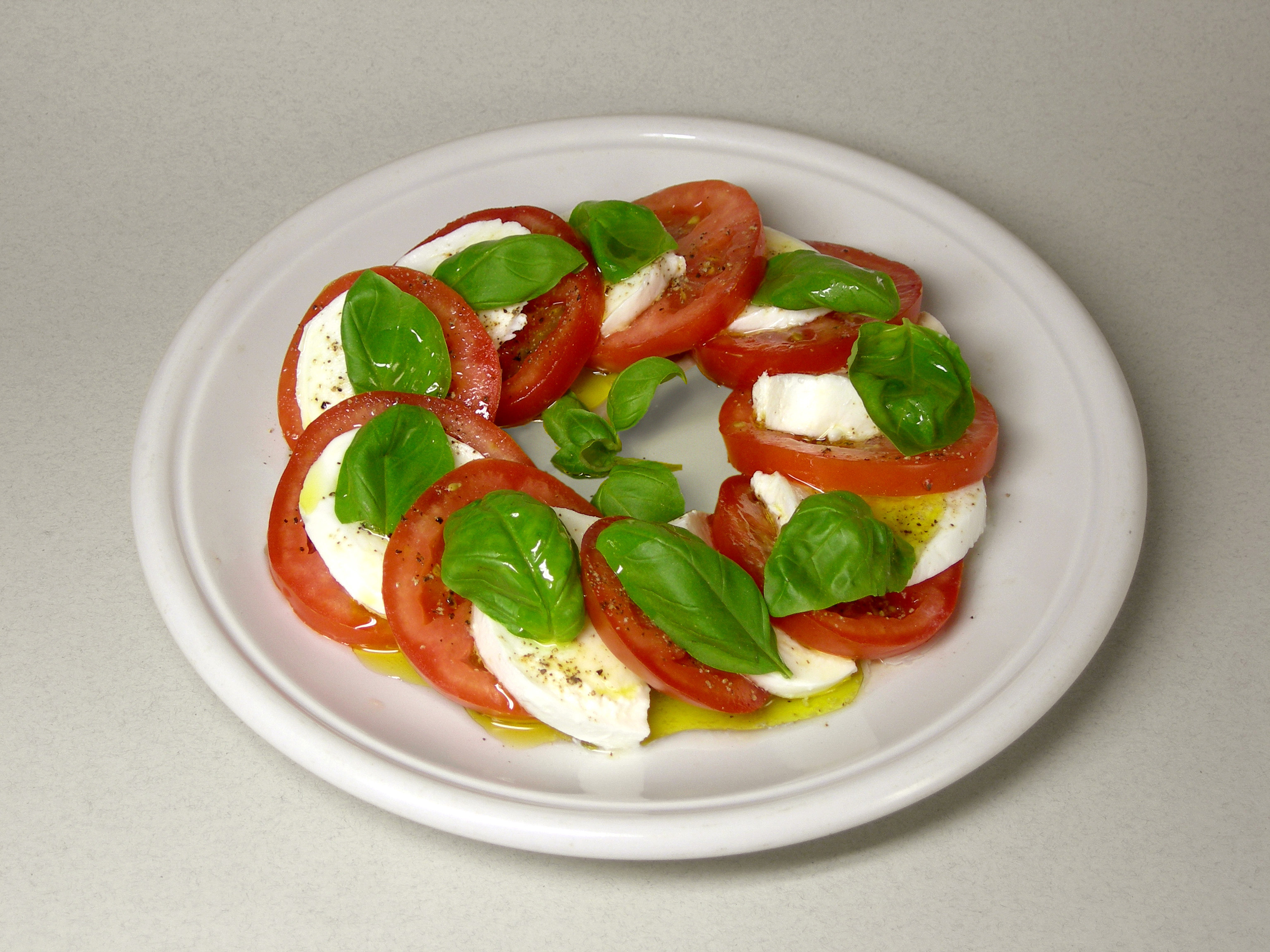
Caprese

Caprese (italienisch für „zu Capri gehörend“) ist ein italienischer Vorspeisensalat aus Tomaten, Mozzarella, Basilikum und Olivenöl.
Zur Herstellung werden rohe Tomatenscheiben mit Mozzarellascheiben und jeweils einem Basilikumblatt belegt, gesalzen und mit Olivenöl beträufelt. Für eine traditionelle Insalata Caprese kann Kuhmilch-Mozzarella oder Büffelmozzarella verwendet werden, bevorzugt werden besonders aromatische Tomatensorten wie San Marzano und kaltgepresstes Olivenöl.